# Математическая предметная классификация
Математическая предметная классификация (МПК, англ. Mathematics Subject Classification, MSC) — буквенно-цифровая классификационная система разделов математики и направлений математических исследований, разработанная и используемая двумя основными обзорными математическими базами данных — Mathematical Reviews и Zentralblatt MATH, ведомыми, соответственно, Американским математическим обществом и Европейским математическим обществом. Классификатор содержит более 5 тыс. сгруппированных в трёхуровневую иерархию элементов, каждый из которых отражает какую-либо специфическую тематику математических исследований.
Существует с 1940 года, приблизительно раз в десятилетие выходят корректировки. Используется многими математическими журналами, которые требуют от авторов указывать коды МПК в статьях в соответствии с тематикой.

## Структура
Имеет трёхуровневую иерархическую структуру. Классификатор первого уровня — это две десятичные цифры, второго уровня — заглавная латинская буква, третьего уровня — две десятичные цифры. Например:
- 53. Дифференциальная геометрия.
53A. Классическая дифференциальная геометрия
53A45. Векторный и тензорный анализ

Классификатор должен содержать не менее двух цифр, например, 05 — комбинаторика.

### Первый уровень
На первом уровне занумерованы свыше 40 основных разделов математики. Нумерация не сплошная, некоторые номера зарезервированы на будущее. Первые номера у разделов «Общее», «История и биографии», «Математическая логика и основания математики», «Комбинаторика», далее идёт серия алгебраических разделов, потом — различные разделы анализа, далее — разделы геометрии и топологии, чисто математическая часть верхнего уровня классификатора заканчивается следующими разделами: «Глобальный анализ, анализ на многообразиях» (связующим между топологией и анализом), «Теория вероятностей и случайные процессы», «Вычислительная математика». Начиная с кода 68 занумерованы прикладные категории — «Информатика», несколько разделов механики, физики, выделены разделы под астрономию, биологию, теорию систем и теорию управления. Последний код верхнего уровня классификации — 97, присвоен разделу «Математическое образование».

### Второй уровень
На втором уровне латинскими буквами обозначены подразделы математических дисциплин занумерованных на первом уровне. Например, для дифференциальной геометрии (первый код 53) значения кодов второго уровня таковы:
- A — классическая дифференциальная геометрия,
- B — локальная дифференциальная геометрия,
- C — глобальная дифференциальная геометрия.

Ссылки на разделы второго уровня обычно записывают с добавлением xx на конце (показывая возможную дальнейшую классификацию), например, 53Axx для классической дифференциальной геометрии.
Помимо букв существует специальный код «-», который используется для специфических категорий:
- 53-00 — справочная информация (справочники, словари, библиографии)
- 53-01 — инструкции (учебники, руководства)
- 53-02 — обзорные материалы (монографии, обзоры)
- 53-03 — исторические материалы
- 53-04 — конкретные вычислительные процедуры и компьютерные программы
- 53-06 — труды, конференции и тому подобное.

Такие категории должны быть пятизначными.

### Третий уровень
Код третьего уровня обозначает конкретную математическую проблему или объект. Например, 11P05 — проблема Варинга и её модификации.
Код третьего уровня 99 используется для обозначения всех проблем и объектов, которые не обозначены другими кодами.

### Внутренние ссылки
В описаниях для кодов зачастую используются ссылки на другие разделы классификации, связанные с данным, притом распространены межуровневые ссылки, например, в описании раздела верхнего уровня 06 (теория порядков, решётки и упорядоченные алгебраические структуры) указан переход на код третьего уровня 18B35 («предпорядки, порядки, области и решётки, рассматриваемые как категории»); связи двухсторонние (то есть, из кода 18B35 также поставлена ссылка на 06). В разделах верхнего уровня связи комментируются, иногда указывается много связей, например, в рзаделе 18 (теория категорий и гомологическая алгебра) даны шесть ссылок — на 13Dxx («для коммутативных колец»), на 16Exx («для ассоциативных колец»), 20Jxx («для групп»), 57Txx («для топологических групп»), а для перехода ко связанным алгебраико-топологическим аспектам указаны коды 55Nxx («теории гомологий и когомологий в алгебраической топологии») и 55Uxx («прикладная гомологическая алгебра и теория категорий в алгебраической топологии»).

## История
Первая версия классификатора опубликована в 1940 году. В дальнейшем содержание классификатора уточнялось и выпускались новые версии, редакции вышли соответственно в 1959, 1973, 1980, 1985, 1991, 2000, 2010 и 2020 годах. Каждая редакция обозначается годом её принятия (например, MSC-2010 или МПК-2010), публикуются таблицы перехода с предыдущей версии классификатора на новую. Изменения проектируются таким образом, чтобы не возникало неоднозначностей, то есть, коды, занимаемые упраздняемыми элементами классификации, не используются новыми элементами, таким образом, возможен поиск по базам данных по устаревшим кодам классификаций. При крупных модификациях внутри раздела верхнего уровня он целиком переносился на новый код верхнего уровня, так, раздел «Логика и основания математики» при пересмотре в 1980 году перенесён с кода 02 в код 03, а «Теория чисел» в редакции 1985 года перенесена с кода 10 в код 11. Отдельные разделы верхнего уровня упразднялись и переназначались на второй уровень классификации в другую дисциплину, так, «Теория множеств» до 2000 года входила в классификацию на верхнем уровне с кодом 04, а начиная с МПК-2000 отнесена на второй уровень раздела «Математическая логика и основания математики» с кодом 03E. Для новых крупных направлений математических исследований при очередных пересмотрах назначались верхние уровни классификации, в частности, коды верхнего уровня получили «Многообразия и клеточные комплексы» (1959, код 57), «Глобальный анализ и анализ на многообразиях» (1973, код 58), «K-теория» (1985, код 19). При этом изменений в верхних уровнях классификатора стараются избегать, так, в редакции от 2020 года сохранены все коды и значения верхнего уровня, при этом добавлено 9 новых разделов второго уровня, и произведено несколько сотен модификаций на третьем уровне.
Текст классификаторов редакций 2010 года и 2020 года распространяется под свободной лицензией (Creative Commons Attribution-Noncommercial-Share Alike).

## Список разделов первого уровня
- 00. Общее (англ. general)
- 01. История, биографии
- 03. Математическая логика и основания математики
- 05. Комбинаторика
- 06. Порядки, решётки, упорядоченные алгебраические структуры
- 08. Универсальная алгебра
- 11. Теория чисел
- 12. Теория полей, многочлены
- 13. Коммутативная алгебра
- 14. Алгебраическая геометрия
- 15. Линейная и полилинейная алгебра; теория матриц
- 16. Ассоциативные кольца и алгебры
- 17. Неассоциативные кольца и алгебры
- 18. Теория категорий, гомологическая алгебра
- 19. K-теория
- 20. Теория групп
- 22. Топологические группы, группы Ли
- 26. Вещественные функции
- 28. Мера и интегрирование
- 30. Функции комплексного переменного
- 31. Теория потенциала
- 32. Функции многих комплексных переменных и аналитические пространства[англ.]
- 33. Специальные функции
- 34. Обыкновенные дифференциальные уравнения
- 35. Дифференциальные уравнения в частных производных
- 37. Динамические системы и эргодическая теория
- 39. Разностные и функциональные уравнения
- 40. Последовательности, ряды, суммируемость
- 41. Приближения и разложения
- 42. Гармонический анализ в евклидовых пространствах
- 43. Абстрактный гармонический анализ
- 44. Интегральные преобразования, операционное исчисление
- 45. Интегральные уравнения
- 46. Функциональный анализ
- 47. Теория операторов
- 49. Вариационное исчисление и оптимальное управление; оптимизация
- 51. Геометрия
- 52. Выпуклая и дискретная геометрия
- 53. Дифференциальная геометрия
- 54. Общая топология
- 55. Алгебраическая топология
- 57. Многообразия и клеточные комплексы
- 58. Глобальный анализ, анализ на многообразиях
- 60. Теория вероятностей и случайные процессы
- 62. Математическая статистика
- 65. Вычислительная математика (англ. numerical analysis)
- 68. Информатика (англ. computer science)
- 70. Теоретическая механика (англ. mechanics of particles and systems)
- 74. Механика сплошных сред (англ. mechanics of deformable solids)
- 76. Механика жидкости (англ. fluid mechanics)
- 78. Оптика, теория электромагнетизма
- 80. Классическая термодинамика, теплопередача
- 81. Квантовая теория
- 82. Статистическая механика, строение вещества (англ. structure of matter)
- 83. Теория относительности и теория гравитации
- 85. Астрономия и астрофизика
- 86. Геофизика
- 90. Исследование операций, математическое программирование
- 91. Теория игр, экономика, общественные науки, «поведенческие науки» (англ. behavioral sciences)
- 92. Биология и другие естественные науки
- 93. Теория систем и управления
- 94. Информация и коммуникации, схемы (англ. circuits)
- 97. Математическое образование